# Anthanassa phlegias
Anthanassa phlegias är en fjärilsart som beskrevs av Frederick DuCane Godman 1901. Anthanassa phlegias ingår i släktet Anthanassa och familjen praktfjärilar. Inga underarter finns listade i Catalogue of Life.